# Csonka Péter
Csonka Péter (Szőny, 1974. június 10. –) kortárs magyar madár- és természetfotós.

## Élete
Szőnyben született 1974-ben. Gyermekkorától kezdve a Vértesalján élt, majd házasságkötését követően a Gerecse lábához költözött. Fiatal kora óta járja a természetet és sokat tesz a természeti értékek megismeréséért, megőrzéséért és minél szélesebb körű bemutatásáért. 
Lokálpatriótája szűkebb környezetének, Komárom-Esztergom vármegyének. Jelentős időt fordít ragadozó madarak, harkályok és ludak felmérésére, megismerésére és védelmére. Természetfotózással 2007. óta foglalkozik.

## Munkássága
Alapvetően madár- és természetvédelmi szakember. Az állami és civil természetvédelemben dolgozik. Osztályvezető a Duna-Ipoly Nemzeti Park Igazgatóságnál (www.dunaipoly.hu), míg elnöke a Magyar Madártani és Természetvédelmi Egyesület Komárom-Esztergom Vármegyei Csoportjának (www.mme.hu), továbbá alapítója és vezetőségi tagja a Száz Völgy Természetvédelmi Egyesületnek (www.szazvolgy.hu). 
Egyik öteltgazdája és főszervezője Közép-Kelet-Európa legnagyobb természetvédelmi rendezvényének, a  Tatai Vadlúd Sokadalomnak (www.vadludsokadalom.hu).
A madarak felmérése, védelme, megőrzése és a madárvédelem eredményeinek megismertetése és bemutatása a legfőbb célja. Mottója: "Legyen divat a madár- és természetvédelem!" A madarak mellett kiemelten foglalkozik a fokozottan védett kisemlős, a közönséges ürge és a fokozottan védett növény, a nagy aggófű megőrzésével, élőhelyeinek fenntartó kezelésével. 
Mindezeken túl számtalan programot, akciót szervez, irányít: kétéltűmentések, Madarak és Fák Napja programsorozat, madarász ovi és iskola programok, fészekőrzések, mesterséges madárfészkek kihelyezése nappali és éjszakai ragadozó madarak számára, hulladékgyűjtések, Ferencmajori Madárvárta működtetése, illetve a Hopp Ferenc Madarásztábor stb. Partnerek és támogató vállalkozásainak részére csapatépítő és karitatív programokat szerveznek.  
A madárfotózás irányában is ezért mozdult el 2007-ben.  
Legfőbb inspirálója maga a természet, a fotózás számára csupán eszköz a természeti értékek védelmére. Fényképeinek jelentős része szűkebb hazája tájain, az Által-ér völgyében és a Gerecsei Tájvédelmi Körzetben született.
Mottója: „Csináld azt, amit nem akarsz!” Ennek szellemében ha ideje engedi, bármilyen időjárási körülmények között kint dolgozik a természetben. Célja az egyes fajok minél alaposabb megismerése, amihez saját magának generál témát: terepen, épített fix és alkalmi lesekből vagy álcaháló alól készülnek képei.

### Elismerései
- Miniszteri Elismerő Oklevél (2007. augusztus 20.)
- Chernel István Emlékérem, Díszoklevél a Magyar Madártani és Természetvédelmi Egyesületben végzett kimagasló munkáért (2008. május 10.)
- Magyar Ezüst Érdemkereszt (2017. augusztus 20.) 2017. augusztus 20-án Magyar Ezüst Érdemkereszt kitüntetést kapott: „A Duna-Ipoly Nemzeti Park Igazgatóság természetvédelmi tájegységvezetője, kitüntetésben részesül a Gerecse-vidék természeti kincseinek védelme érdekében, valamint a "Tatai Vadlúdsokadalom" nevű természetvédelmi rendezvény megszervezése és lebonyolítása során végzett magas színvonalú munkájáért.”[3]
- Tata Városáért kitüntetés ezüst fokozata (2022. augusztus 20.)
- MME 50 Schmidt Egon Emlékérem (2024. január 6.)

## Csonka Péter galéria

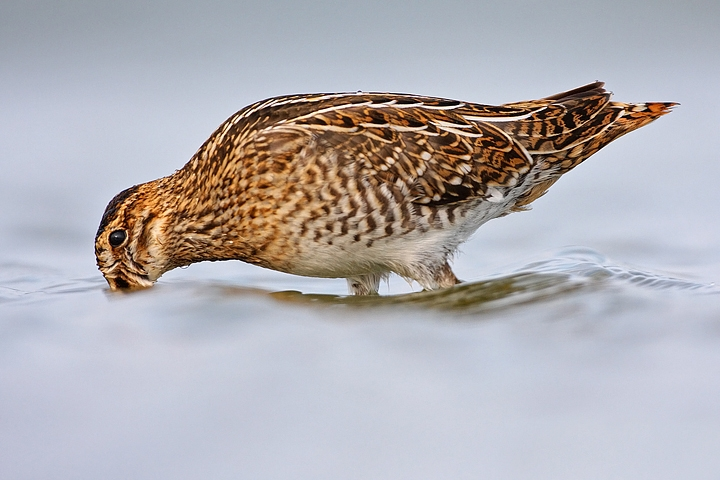
Sárszalonka Gallinago gallinago
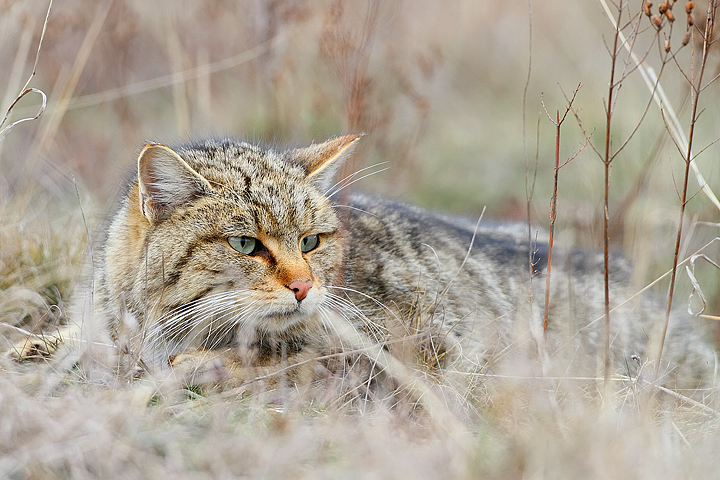
Vadmacska Felis silvestris
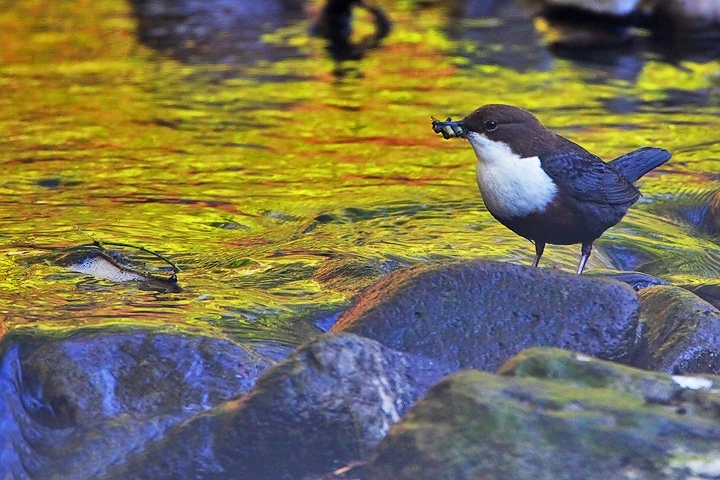
Vízirigó Cinclus cinclus
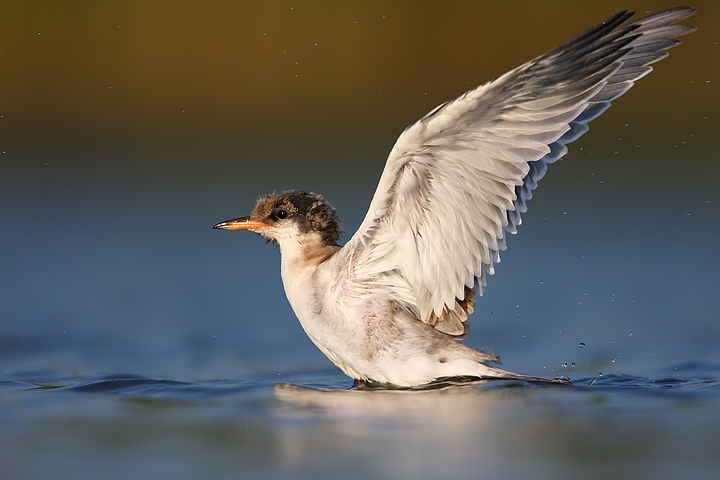
Küszvágó csér Sterna hirundo